# Landgericht Berlin

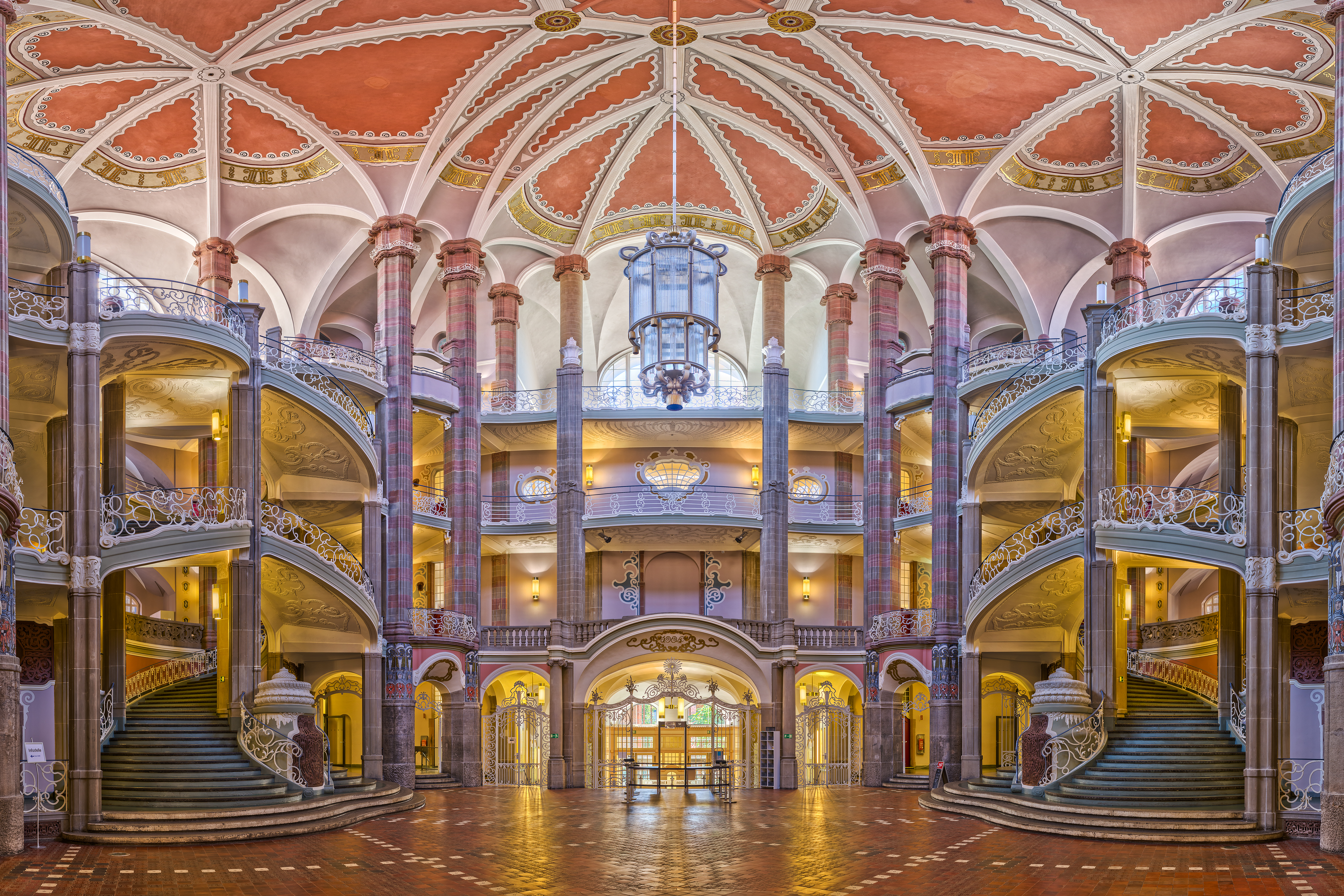
Gerichtsgebäude Littenstraße: Eingangshalle

Das Landgericht Berlin war ein Gericht der ordentlichen Gerichtsbarkeit des Landes Berlin in der Littenstraße im Ortsteil Mitte. Es bestand aus drei Baukomplexen im gesamten Stadtgebiet, die zu unterschiedlichen Bauetappen gehören. Es war mit über 900 Mitarbeitern das größte Landgericht Deutschlands und nach dem Amtsgericht München eines der größten deutschen Gerichte. Es wurde zum 1. Januar 2024 in zwei eigenständige Landgerichte aufgeteilt, das Landgericht Berlin I für Strafsachen und das Landgericht Berlin II für Zivilsachen.

## Gerichtssitz und -bezirk
Der Sitz des Landgerichts war Berlin; der Gerichtsbezirk entsprach dem Gebiet des Stadtstaates. Im Landgerichtsbezirk Berlin waren 13.020 Rechtsanwälte (Stand: 31. Dezember 2017) zugelassen.

## Geschichte
Mit Inkrafttreten des Gerichtsverfassungsgesetzes im Jahr 1879 bestanden zwei Berliner Landgerichte: das Landgericht I für den Stadtkreis, das Landgericht II für das Umland. 14 Amtsgerichte: Alt-Landsberg, Berlin (II), Bernau, Charlottenburg, Cöpenick, Königs-Wusterhausen, Liebenwalde, Mittenwalde, Nauen, Oranienburg, Rixdorf, Spandau, Strausberg, Zossen.
Im Jahr 1899 erfolgte die Aufteilung in Landgericht I (für den Bezirk des Amtsgerichts Mitte), Landgericht II (südliches Umland) und Landgericht III (übriges Umland). 1920 wurden die Landgerichte II und III aufgrund der Zusammenfassung verschiedener Gemeinden zu Groß-Berlin (flächenmäßig etwa dem heutigen Stadtstaat entsprechend) für weitere Teile der Stadt zuständig.

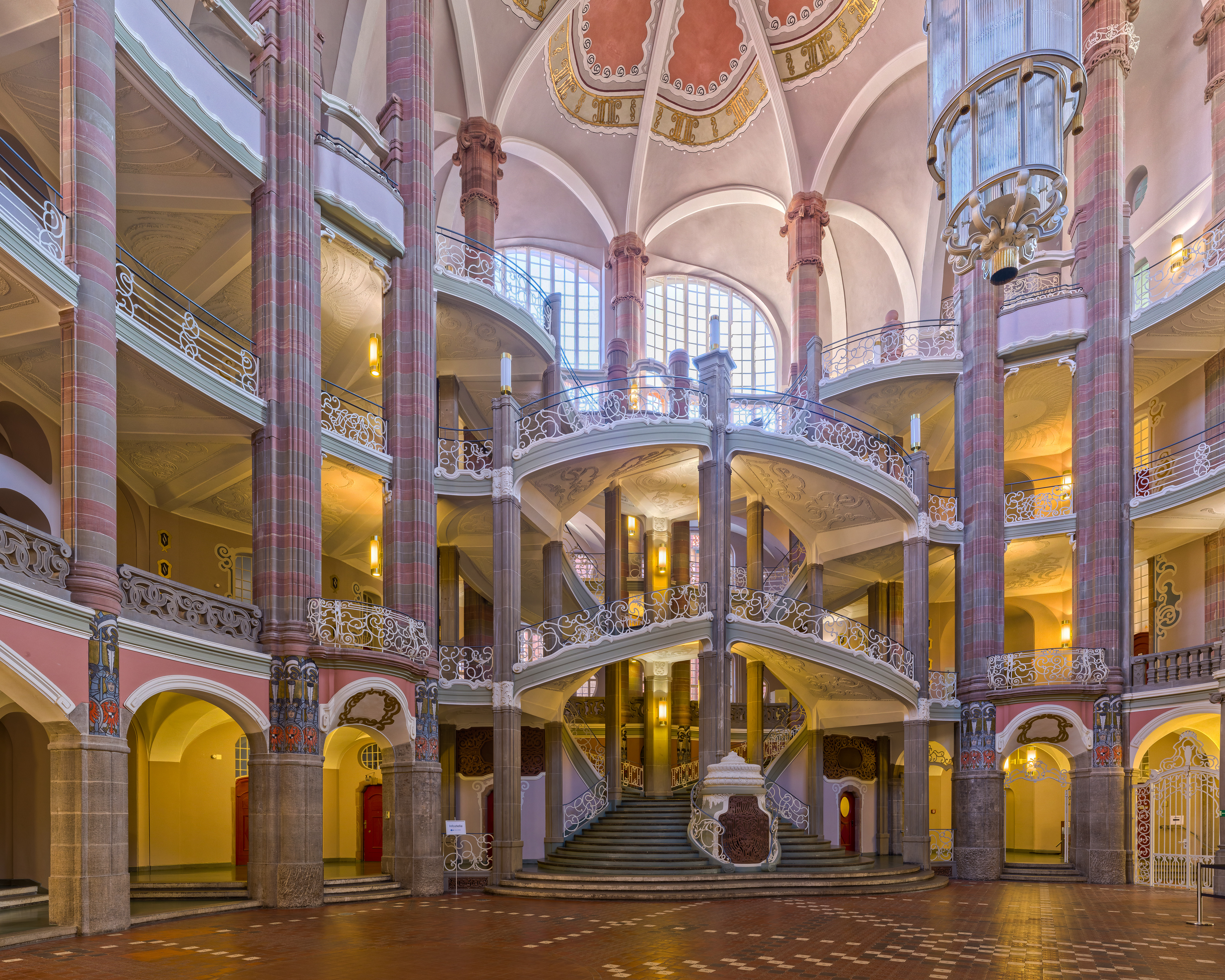
Gerichtsgebäude Littenstraße: Eingangshalle/Treppenaufgang

Das Landgericht I war anfangs in der Grunerstraße/Neue Friedrichstraße 16/17, heute Littenstraße, ansässig.
Das Landgericht II hatte seinen Sitz im Gebäude des heutigen Amtsgerichtes Tempelhof-Kreuzberg an der Möckernstraße 128–130/Hallesches Ufer 29–31.
Das Landgericht III befand sich am Tegeler Weg 17–21 in dem Gebäude, in dem nach der Teilung der Stadt das für die drei Westsektoren Berlins zuständige Landgericht Berlin eingerichtet wurde; zum Bezirk des Landgerichtes Berlin III gehörten die Amtsgerichtsbezirke Spandau, Charlottenburg, Lichtenberg, Pankow, Wedding. Alle Strafkammern der drei Landgerichte waren im Kriminalgericht Moabit an der Turmstraße, eingerichtet.
Im Juli 1933 legte der kommissarische preußische Justizminister Hanns Kerrl die drei Landgerichte zum einheitlichen Landgericht Berlin zusammen. Zum ersten Präsidenten des Landgerichtes Berlin ernannte er Richard Hoffmann, bis Mai 1933 Rechtsanwalt in Magdeburg.
Infolge der Teilung Berlins wurde auch das Landgericht geteilt. Im Osten wurde es 1952 in Stadtgericht umbenannt. Im Gerichtsgebäude in der Littenstraße umbenannt wurde, waren neben dem Stadtgericht und den Stadtbezirksgerichten Mitte, Prenzlauer Berg und Friedrichshain auch das Oberste Gericht und die Generalstaatsanwaltschaft der DDR untergebracht.
Seit der Deutschen Wiedervereinigung war das Landgericht Berlin wieder für das ganze Stadtgebiet zuständig.
Zum 1. Januar 2024 wurde das Landgericht Berlin geteilt. Die Strafkammern am Standort Moabit wurden zum Landgericht Berlin I, die Zivilkammern an den Standorten Tegeler Weg sowie Littenstraße zum Landgericht Berlin II. Damit sind alle Straf- und Zivilsachen an jeweils einem Landgericht konzentriert. Das Land Berlin verspricht sich davon eine bürgernahe, zugänglichere und effizientere Justiz.

## Gerichtsgebäudekomplex

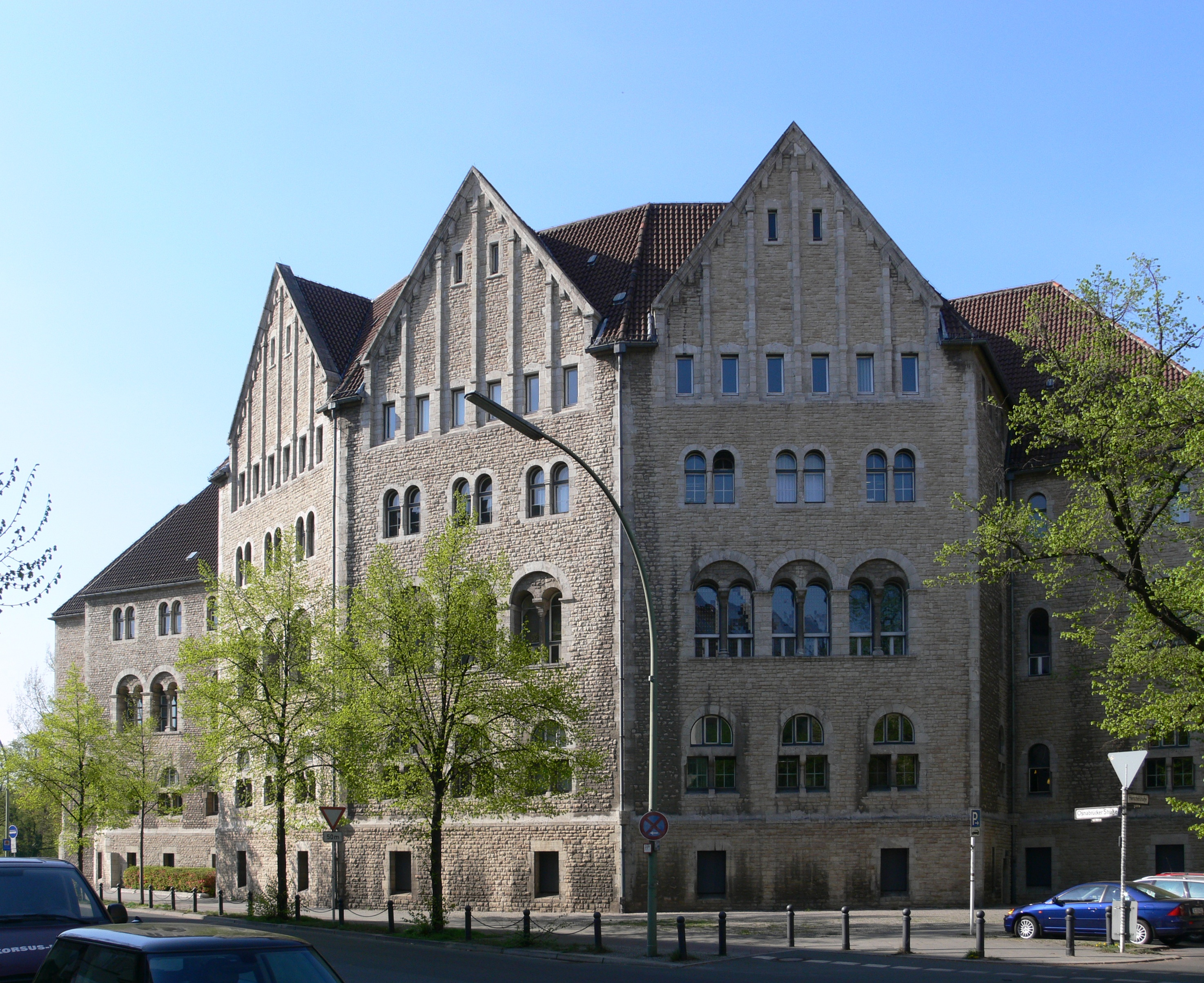
Landgericht am Tegeler Weg (Fassade zur Osnabrücker Straße), 2009

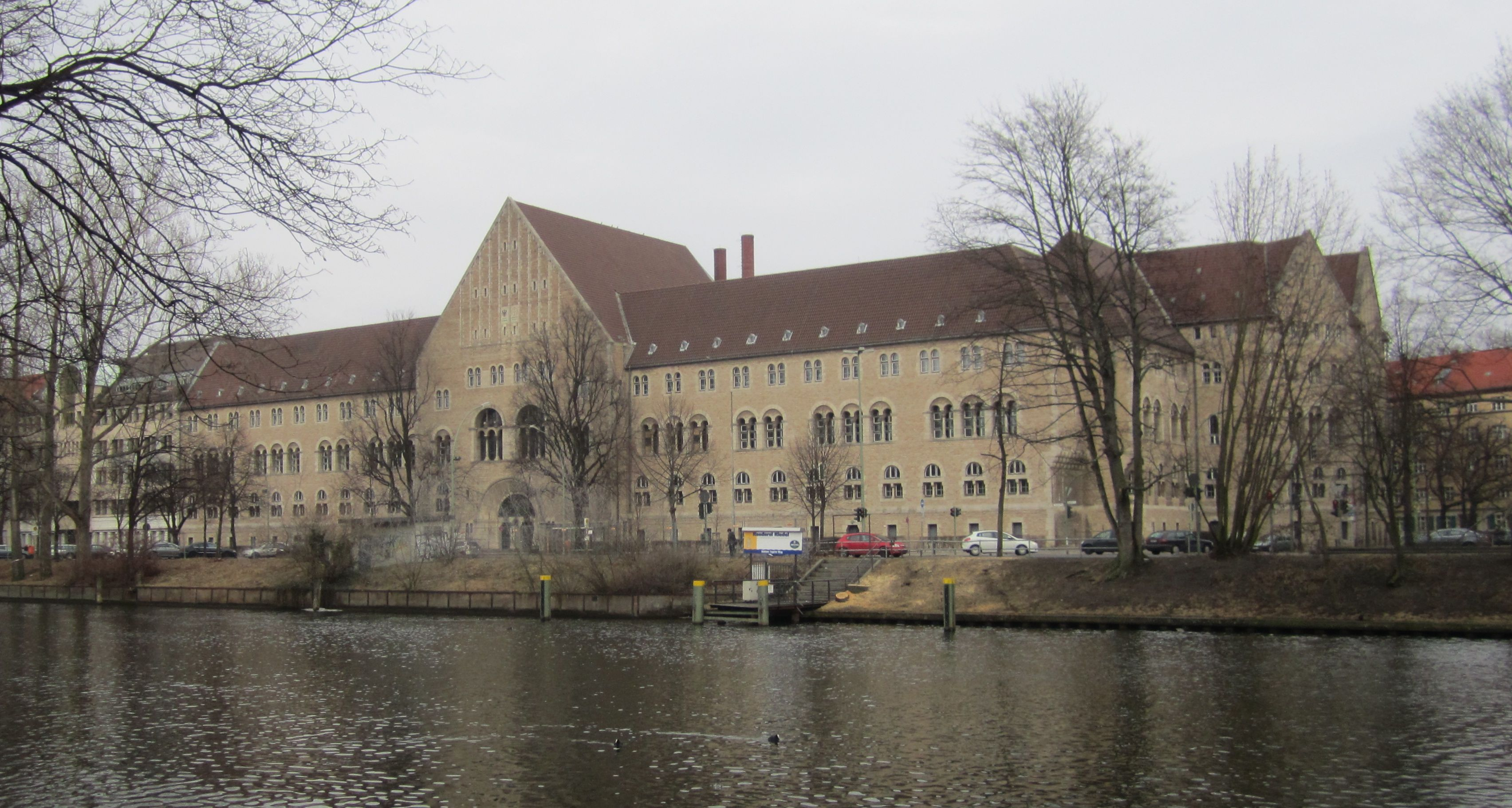
Fassade zum Tegeler Weg (2012)

Das Landgericht Berlin war in insgesamt drei über das Stadtgebiet verteilten Gebäuden untergebracht.
Die meisten (erstinstanzlichen) Zivilkammern des Gerichts befanden sich in dem Gebäude am Tegeler Weg 17–21 im Bezirk Charlottenburg-Wilmersdorf. Dieses denkmalgeschützte Gebäude des Landgerichts wurde 1901–1906 nach Entwürfen von Hermann Dernburg und Ernst Heinrich Petersen sowie von Paul Thoemer und Rudolf Mönnich in Anlehnung an einen romanischen Kaiserpalas als zweites Gebäude des Charlottenburger Amtsgerichts errichtet.
Weitere Zivilkammern des Landgerichts Berlin befanden sich in der Littenstraße (Ortsteil Mitte) im Geschäftsgebäude für die Zivilabteilungen des Landgerichts Berlin I (ebenfalls Zivilgerichtsbarkeit: Berufungs- und Beschwerdekammern, Verkehrskammern, Wettbewerbskammern, Kammern für Handelssachen) sowie in der Turmstraße 91 in Moabit die Strafkammern des Landgerichts im Gebäude Kriminalgericht Moabit.

## Über- und nachgeordnete Gerichte
Dem Landgericht Berlin war zunächst das Kammergericht (Oberlandesgericht) und sodann der Bundesgerichtshof übergeordnet. Nachgeordnet waren die folgenden Berliner Amtsgerichte:
- Amtsgericht Charlottenburg
- Amtsgericht Köpenick
- Amtsgericht Kreuzberg
- Amtsgericht Lichtenberg
- Amtsgericht Mitte
- Amtsgericht Neukölln
- Amtsgericht Pankow
- Amtsgericht Schöneberg
- Amtsgericht Spandau
- Amtsgericht Tiergarten
- Amtsgericht Wedding

Die Presse- und Öffentlichkeitsarbeit des Landgerichts wurde vom Kammergericht für den Bereich der gesamten ordentlichen Justiz Berlins wahrgenommen.

## Leitung (Auswahl)
Präsidenten des Landgerichts waren
- 1919–1930 Hermann Ramdohr (Landgericht I)
- 1927 Richard Humbert (Landgericht II)
- 1927 Otto Kirschstein (Landgericht III)
- August 1945 bis Oktober 1945 Siegfried Loewenthal (Landgericht II im amerikanischen Sektor)
- Oktober 1945 bis März 1951 (†) Siegfried Loewenthal (Landgericht)
- Januar 1952 bis Dezember 1956 Hermann Maas
- Februar 1957 bis Oktober 1963 Walter Mangelsdorf
- November 1963 bis Mai 1969 Wolfgang Schumann
- Juni 1969 bis April 1972 Hans-Günther Klein
- ab Juni 1972 Klaus Beyer
- 1986–1999 Manfred Herzig
- 2005–2015 Bernd Pickel[15]
- 2016–2018 Gabriele Nieradzik[16]
- 2019 bis September 2023 Holger Matthiessen[17]